# Jamel Dean
Jamel Dean (15 ottobre 1996) è un giocatore di football americano statunitense che milita nel ruolo di cornerback per i Tampa Bay Buccaneers della National Football League (NFL).

## Carriera professionistica

### Tampa Bay Buccaneers
Dean fu scelto nel corso del terzo giro (94º assoluto) del Draft NFL 2019 dai Tampa Bay Buccaneers. Debuttò come professionista subentrando nella gara del primo turno contro i San Francisco 49ers senza fare registrare alcuna statistica. La sua stagione da rookie si chiuse con 21 tackle, 2 intercetti, 17 passaggi deviati e un fumble forzato in 13 presenze, 5 delle quali come titolare.
Nel sesto turno della stagione 2020 contro i Green Bay Packers, Dean intercettò un passaggio di Aaron Rodgers, ritornandolo in touchdown. Il 7 febbraio 2021, nel Super Bowl LV contro i Kansas City Chiefs campioni in carica, partì come titolare nella vittoria per 31-9, conquistando il suo primo titolo. Nella finalissima fece registrare 4 placcaggi e un passaggio deviato.
Nel secondo turno della stagione 2022, Dean mise a segno per la prima volta due intercetti nella stessa partita ai danni di Jameis Winston dei New Orleans Saints.
Il 13 marzo 2023 Dean firmó con i Buccaneers un rinnovo quadriennale del valore di 52 milioni di dollari.

## Palmarès
- Super Bowl : 1

Tampa Bay Buccaneers: LV
- National Football Conference Championship: 1

Tampa Bay Buccaneers: 2020